# Bohumil Němec (kněz)
Bohumil Němec (23. prosince 1868 Chválenice – 22. listopadu 1931 Gorizia; slovinsky Bogomil Nemec, italsky Theofilo don Nemec) byl slovinský kněz českého původu, mučedník italského fašismu a jedna z prvních českých obětí fašistické ideologie vůbec. Nevlastním bratrem Bohumila Němce byl František Němec, český hudebník, skladatel, profesor hudby a ředitel Ruské hudební společnosti v Charkově.

## Biografie

### Původ Bohumila Němce
Bohumil Němec se narodil 23. 12. 1868 ve Chválenicích u Plzně. V letech 1883–1890 studoval na c. k. české státní střední škole v Plzni. Po maturitě v roce 1890 odešel do slovinského města Gorice (italsky Gorizia), ležícího v zemi zvané Rakouské Přímoří (německy Österreichisches Küstenland) nebo také Julské Benátsko (slovinsky Julijska krajina, italsky Venezia Giulia, německy Julisch Venetien). Spolu se stovkou dalších Čechů vstoupil Bohumil Němec v Gorici do arcibiskupského semináře. Čeští krajané přišli do Přímoří na pozvání terstsko-koperského biskupa. Horskou oblast totiž trápil velký nedostatek kněží.

### Knězem v Rakouském Přímoří
15. 7. 1894 byl Němec v Gorici vysvěcen na kněze. Místem jeho duchovní služby byl kraj zvaný západní Kras – farnosti Cerkno u Idrije, Pečine u Tolmina a Gabrovica, kde působil jako farní vikář. Dalším místem jeho působení byl Zgonik (italsky Sgonico), kde se po složení zkoušky roku 1911 stal řádným farářem. Na všech místech, kde Bohumil Němec působil, jej doprovázela stejná pověst – zapálený, ale zároveň pokrokový kněz, skromný a lidmi mimořádně oblíbený. Byl praktickým člověkem a zručným řemeslníkem.
V době Němcova působení ve Zgoniku vypukla první světová válka. Celé Přímoří se stalo bojištěm. Rakousko-italská fronta se táhla podél údolí řeky Soča (italsky Isonzo) a k bojům docházela v náročném terénu zdejších vysokých hor. Bohumil Němec si během války počínal velmi obětavě a 19. 11. 1916 – dva dny před smrtí císaře Františka Josefa I. – obdržel od císaře Rytířský kříž Řádu Františka Josefa s válečnou dekorací.

### Snaha o zachování slovinské národní identity
23. 4. 1922 přišel Bohumil Němec na své poslední působiště, do farnosti Komno (slovinsky Komen) poblíž Gorice. Převzal úřad děkana, odpovídající v českých podmínkách funkci biskupského vikáře. Z Komna spravoval celkem čtrnáct okolních farností. Stal se přítelem gorického arcibiskupa Frančiška Borigii Sedeje (italsky Francesco Borgia Sedej) a byl jmenován čestným konzistoriálním radou. Původně rakouské území Julského Benátska připadlo po skončení války Itálii a zdejší slovinská menšina byla nucena hájit svou národní a kulturní identitu. Právě Bohumil Němec se zasloužil o koordinaci slovinských náboženských, národních a kulturních aktivit v regionu Julského Benátska. Půl roku po příchodu Bohumila Němce do Komna, 28. 10. 1922, byl v Itálii zaveden Mussoliniho fašistický režim. Italští nacionalisté se netajili snahou o asimilaci slovinského obyvatelstva na nově připojených územích, a tak řada slovinských, českých a chorvatských kněží v této době odcházela do emigrace. Bohumil Němec zůstal a stal se jednou z významných opor gorického arcibiskupa Sedeje, rodem Slovince.
Půlmilionová slovinská menšina žijící v Julském Benátsku měla na počátku fašistického režimu, v roce 1923, k dispozici 550 menšinových škol a nebyl problém s odběrem jugoslávského tisku a publikací. V roce 1928 však vláda zakázala výuku na školách ve slovinském jazyce a jedinou institucí, která mohla Slovince oslovovat v jejich mateřském jazyce, byla římskokatolická církev. Právo na konání bohoslužeb v rodném jazyce věřících bylo navíc nově ukotveno v tzv. Lateránských dohodách mezi fašistickou vládou a církví z roku 1929. Němcova činnost dráždila fašistické organizace a úřady. Policie, konkrétně gorická kvestura, se začala o Bohumila Němce blíže zajímat v polovině července 1930, kdy si zažádal o cestovní pas pro svou poslední cestu do Československa.

### Konflikt mezi církví a italským fašistickým režimem
V roce 1931 přitvrdil italský fašistický režim vůči celé katolické církvi na území Itálie. Navzdory tradici a Lateránským dohodám byla mládež systematicky odváděna od náboženského života. Režim rozpustil katolické organizace pro mládež. Cvičení a slavnosti jednotné fašistické mládežnické organizace se provokativně konaly v neděli dopoledne nebo o náboženských svátcích, kdy měli mladí lidé navštěvovat s rodinami kostely. Koncem června 1931 proto vydal papež Pius XI. encykliku Non abbiamo bisogno (Nepotřebujeme), ve kterém obvinil Mussoliniho režim z pohanského uctívání státu a z vedení revoluce jež odvádí mladé lidi od církve a Ježíše Krista a budí v nich nenávist, násilí a nedůvěru. V gorické arcidiecézi, kde působil Bohumil Němec, byla situace obzvláště vyhrocená. Politické spory zde byly zesíleny nacionálním konfliktem. Kostely zůstávaly jediným veřejným místem, kde Slovinci mohli slyšet svůj rodný jazyk. Překážkou ve snaze režimu získat větší kontrolu na slovinskými kněžími byl gorický arcibiskup Frančišček Borgia Sedej. Šéf gorické policie, kvestor Mario Modesti, byl pověřen, aby arcibiskupa Sedeje přesvědčil k zavedení italských bohoslužeb v Julském Benátsku. Arcibiskup odmítl požadavek s poukazem na Lateránské dohody.

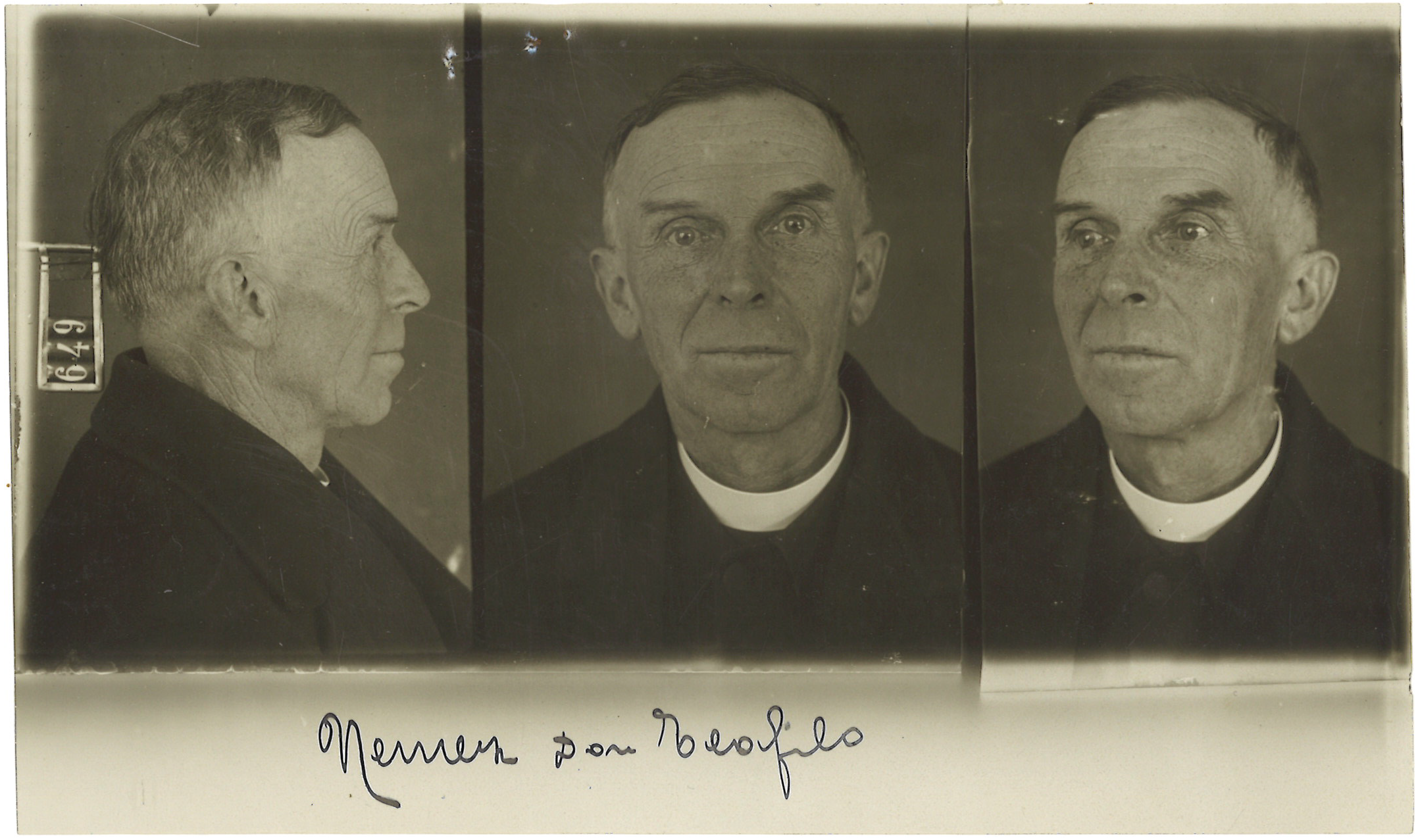
Fotografie z výslechu B. Němce 31. 10. 1931

Režim viděl jako jedinou cestu k úplnému získání kontroly nad Julským Benátskem v odstranění arcibiskupa. Případem se začalo zabývat italské ministerstvo zahraničních věcí. Vyvinulo silný tlak na Vatikán s cílem odstranit Msgre. Frančiška Borgiu Sedeje. Bohumil Němec se jako děkan, konzistoriální rada a arcibiskupův osobní přítel režimu nabízel jako jeden z účinných nástrojů při stupňování tlaku na gorického arcibiskupa. Záminka k zásahu proti Bohumilu Němcovi byla vyprovokována v polovině srpna 1931, o svátku Nanebevzetí Panny Marie. V sobotu 15. 8. a v neděli 16. 8., kdy byl slaven hlavní mariánský svátek, zorganizovala místní fašistická organizace Dopolavoro v Komnu vlastní slavnost s plesem. P. Bohumil Němec proti akci při mši v kostele ostře vystoupil. Upozornil, že akce byla zorganizována, aby vyjádřila pohrdání církví. Zástupce místní fašistické strany poté Němce udal na gorické kvestuře. Mezitím začal Vatikán pod tlakem hledat cestu k penzionování gorického arcibiskupa Frančiška Borgii Sedeje a on samotný již postrádal síly k boji. V úřadě setrval do 23. 10. 1931, kdy byl ze zdravotních důvodů odvolán a nahrazen apoštolským administrátorem, přesvědčeným italským fašistou Msgre. Giovannim Sirottim. O činnost děkana Bohumila Němce se zajímala ústřední politická kancelář italského ministerstva vnitra v Římě.

### Výslech, smrt a pohřeb Bohumila Němce
27. 10. 1931 bylo na společném jednání gorického kvestora Maria Modestiho a prefekta Carlo Tienga rozhodnuto pozvat neprodleně Bohumila Němce na policii do Gorice. Výslech měl být varováním jak pro Němce samotného, tak pro všechny slovinské duchovní. Výslech na úřadě gorické policie proběhl 31. října 1931 a byl velmi hrubý. Kněz byl po výslechu propuštěn a večer se v rozrušeném stavu vrátil do Komna. Již před výslechem bylo Němcovo zdraví chatrné. Po výslechu na gorické kvestuře se těžce roznemohl. Po několika dnech při večerní modlitbě omdlel. O něco později začal zvracet krev a následujícího rána již nemohl vstát z postele. Byl odvezen do sanatoria milosrdných bratří sv. Justa v Gorici, kde 22. 11. 1931 zemřel.
V Komnu byl zesnulý třiašedesátiletý kněz okamžitě vnímán jako oběť fašistického násilí. 24. 11. 1931 proběhl v Komnu pohřeb. Smuteční hosté přijeli do Komna ze všech koutů Krasu, aby vyjádřili poctu člověku, který položil život v boji za „přirozená a Boží práva slovinského národa“. Průvodu se účastnila i školní mládež. Celkem se shromáždilo na dva tisíce lidí. Kněží bylo možné na místě spatřit více než čtyřicet. Smuteční průvod vedl gorický kanovník a Němcův přítel Msgre. Ignacij Valentinčič. Pětačtyřicet slovinských kněží na pohřbu slíbilo věrnost slovinskému jazyku a národu, a to až do mučednické smrti. Týden po Bohumilu Němcovi, 29. 11. 1931 zemřel gorický arcibiskup a Němcův přítel Msgre. Frančišček Borgia Sedej. Jeho pohřeb se odehrál na Svaté hoře u Gorice 3. 12. 1931. Kněží při pohřbu zopakovali slib, který dali 24. 11. v Komnu na pohřbu Bohumila Němce. Na Svaté hoře, v katedrále a jejím okolí, se shromáždilo na osm tisíc lidí včetně dvou set příslušníků fašistických organizací a zástupců armády. Na arcibiskupův pohřeb dohlíželi agenti policie.

### Odkaz Bohumila Němce v dnešním Slovinsku
Místní lidé na oběť P. Bohumila Němce a Msgre. Frančiška Borgii Sedeje dodnes nezapomněli. Zatím poslední velká vzpomínka na českého rodáka proběhla v Komnu 24. 11. 2011. Vedle zádušní mše za Bohumila Němce se konaly za účasti českého velvyslance ve Slovinsku Petra Voznici také pietní vzpomínka u jeho hrobu na komenském hřbitově a vzpomínkový večer. Své sympatie a respekt vyjádřil chválenickému rodákovi Bohumilu Němcovi i tehdejší prezident Slovinska Danilo Türk, který účastníky pietní akce pozdravil dopisem. Navíc v této době byly slyšet výrazněji než kdy předtím hlasy požadující Němcovo blahořečení. Památku Bohumila Němce si 29. 11. 2011 na svém zasedání připomněli minutou ticha také zastupitelé italské obce Sgonico.